# لويس تشو
لويس تشو (بالإنجليزية: Louis Chu)‏ (1 أكتوبر 1915 - 1970)؛ روائي أمريكي.